# Onda de calor na Índia em 2002
A onda de calor na Índia em 2002 foi uma onda de calor que afetou a Índia, principalmente no estado de Andhra Pradesh, onde foi registrado a maioria das mortes. Cerca de 1.030 pessoas morreram devido a onda de calor, principalmente pobres e idosos. Nos distritos mais afetados, o calor foi tão forte que lagoas e rios evaporaram e nesses mesmos locais, pássaros caíram do céu e animais desmaiaram com o intenso calor. É considerada a pior onda de calor em quatro anos.
A socorrista de Andhra Pradesh, Rosaiah, disse que o número máximo de 172 mortes relacionadas ao calor ocorreu no distrito de Godavari Oriental.  Também houve 166 mortes em Prakasam e 144 mortes em Godavari Ocidental. Temperaturas excessivamente altas foram registradas em toda a Índia durante abril de 2002. Além disso, essa onda de calor sobre as zonas do norte da Índia durou de meados de abril até a terceira semana de maio, causando várias dessas mortes. Em 10 de maio, a temperatura mais alta registrada na região de Gannavaram foi 49°C graus. De acordo com a BBC News, "ondas de calor são definidas como períodos de temperaturas anormalmente altas e geralmente ocorrem entre março e junho na Índia. Maio é o mês mais quente do país, com uma temperatura máxima média de 41°C (104°F) em Délhi. Mais longo, mais severo as ondas de calor estão se tornando cada vez mais frequentes em todo o mundo. O calor intenso pode causar cãibras, exaustão e insolação. Milhares de pessoas morreram na Índia durante as ondas de calor em 2002 e 2003." As ondas de calor também afetaram os estados do norte de Punjab, Haryana, Orissa e 100 pessoas sofreram de doenças relacionadas ao calor.